# 佐賀一平
佐賀 一平（さが いっぺい、1980年5月20日 - ）は、日本のサッカー選手、サッカー指導者。ポジションはミッドフィルダー。北海道出身。

## 略歴
藤枝東高等学校から1999年にコンサドーレ札幌に入団。その後、モンテディオ山形、沖縄かりゆしFCを経て、2004年に現役を引退しコンサドーレ札幌ユースU-18・U-12コーチを務めた。その後、コンサドーレ札幌時代のチームメイトの野々村芳和が代表を務める株式会社クラッキにて、
黄川田賢司、大森健作らと共に元Jリーガーが教えるサッカースクール「エスコーラ・ジ・クラッキ」のコーチとしてサッカースクールでの指導・普及活動を行う。
2012年春から母校である藤枝東高等学校のヘッドコーチを務める。

## 所属クラブ
- 札幌市立羊丘中学校
- 静岡県立藤枝東高等学校
- 1999年 - 2001年 コンサドーレ札幌
  - 2001年 モンテディオ山形（期限付き移籍）[3]
- 2002年 モンテディオ山形
- 2003年 - 2004年 沖縄かりゆしFC
- 2009年 -              小樽FC
- 2010年 - 2011年　C.A.Bunkyo craque

## 個人成績
| 国内大会個人成績 | 国内大会個人成績 | 国内大会個人成績 | 国内大会個人成績 | 国内大会個人成績 | 国内大会個人成績 | 国内大会個人成績 | 国内大会個人成績 | 国内大会個人成績 | 国内大会個人成績 | 国内大会個人成績 | 国内大会個人成績 |
| 年度             | クラブ           | 背番号           | リーグ           | リーグ戦         | リーグ戦         | リーグ杯         | リーグ杯         | オープン杯       | オープン杯       | 期間通算         | 期間通算         |
| 年度             | クラブ           | 背番号           | リーグ           | 出場             | 得点             | 出場             | 得点             | 出場             | 得点             | 出場             | 得点             |
| 日本             | 日本             | 日本             | 日本             | リーグ戦         | リーグ戦         | リーグ杯         | リーグ杯         | 天皇杯           | 天皇杯           | 期間通算         | 期間通算         |
| ---------------- | ---------------- | ---------------- | ---------------- | ---------------- | ---------------- | ---------------- | ---------------- | ---------------- | ---------------- | ---------------- | ---------------- |
| 1999             | 札幌             | 23               | J2               | 4                | 0                | 0                | 0                | 1                | 0                | 5                | 0                |
| 2000             | 札幌             | 23               | J2               | 2                | 0                | 0                | 0                | 0                | 0                | 2                | 0                |
| 2001             | 山形             | 27               | J2               | 20               | 1                | 0                | 0                | 3                | 1                | 23               | 1                |
| 2002             | 山形             | 27               | J2               | 8                | 0                | -                | -                | 0                | 0                | 8                | 0                |
| 通算             | 日本             | 日本             | J2               | 34               | 1                | 0                | 0                | 4                | 1                | 38               | 2                |
| 総通算           | 総通算           | 総通算           | 総通算           | 34               | 1                | 0                | 0                | 4                | 1                | 38               | 2                |

## 指導歴
- 2005年 コンサドーレ札幌ユース U-18コーチ・コンサドーレ札幌ジュニアサッカースクールコーチ兼任
- 2006年 - 2007年 コンサドーレ札幌ユース U-12コーチ・コンサドーレ札幌ジュニアサッカースクールコーチ兼任
- 2008年 - 2011年 escola de craqueコーチ（クラッキサッカースクール）
- 2010年 - 2011年 C.A.Bunkyo craque監督（TOP・ジュニアユース）
- 2012年 - 静岡県立藤枝東高等学校サッカー部ヘッドコーチ